# Джеймс, Фоб
Форрест Худ «Фоб» Джеймс младший (англ. Forrest Hood «Fob» James Jr.) (родился 15 сентября 1934 года) — американский инженер-строитель, предприниматель, футболист и политик. Он занимал пост 48-го губернатора Алабамы, сначала как демократ в 1979—1983 годах, а затем как республиканец в 1995—1999 годах.

## Образование, футбол и начало карьеры
Джеймс родился в Ланетте, штат Алабама, в семье Ребекки и Форреста Худ Джеймса. Названный в честь отца, в детстве он получил прозвище «Фоб». После окончания в 1952 году частной средней школы Baylor School в Чаттануге, штат Теннесси, Джеймс поступил в Обернский университет, где играл в американский футбол под руководством главного тренера Ральфа «Шуга» Джордана. В 1955 году Джеймс получил звание «всеамериканский полузащитник». Это почетное спортивное звание в США, присваивается спортсменам с высокими достижениями в любительских видах спорта.
В 1956 году Джеймс играл в профессиональный футбол в составе Монреаль Алуэттс. В 1957 году Джеймс получил диплом инженера-строителя.
Джеймс служил в армии США лейтенантом в Инженерных войсках.
С 1958 по 1959 год Джеймс работал инженером-строителем в компании Burford-Toothaker Tractor Company в Монтгомери, штат Алабама. Он женился и создал семью. В 1959 году его второму сыну, Грегори Флемингу Джеймсу, был поставлен диагноз муковисцидоз. Нуждаясь в дополнительных деньгах на оплату медицинских счетов, Джеймс покинул Монтгомери в 1960 году, чтобы устроиться на работу прорабом в Laidlaw Contracting Company, компанию по прокладке дорожных покрытий в Мобиле.
В 1961 году Джеймс решил, что может зарабатывать на жизнь производством штанг с пластиковым покрытием. В 1962 году он основал компанию «Diversified Products Inc.», производителя оборудования для фитнеса. Позже название компании было изменено на «Diversified Products Corporation». Помимо оборудования для фитнеса, компания производила балласты и противовесы для фермерских хозяйств, промышленности и грузовых автомобилей. Джеймс основал «Diversified Products» в своем подвале, и за следующие 15 лет компания в конечном итоге выросла до 1500 человек штата с заводами в Опелике, штат Алабама, Лос-Анджелесе и Торонто с объёмом продаж около 1 миллиарда долларов в год. Джеймс занимал пост генерального директора «Diversified Products» до 1977 года, когда она была куплена Liggett Group.
Сын Джеймса Грегори умер от муковисцидоза в возрасте восьми лет. В 1981 году Джеймс основал Исследовательский центр муковисцидоза имени Грегори Флеминга Джеймса в Университете Алабамы в Бирмингеме.

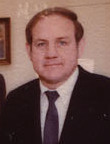
Джеймс в марте 1981 года

С 1972 по 1974 год Джеймс занимал должность президента «Alabama Citizens for Transportation», общегосударственного комитета, разработавшего двадцатилетнюю программу автомобильных дорог. Впоследствии это было принято Законодательным органом штата Алабама.

## Политическая карьера

### Первый срок
Во время своей кампании 1978 года на пост губернатора Джеймс выступал как «новорожденный демократ». Джеймс вышел из Демократической партии в начале 1970-х годов, но вернулся в партию до выборов. В первом праймериз он победил прокурора Алабамы Билла Бэксли, набрав 296 196 голосов против 210 089 голосов. Во втором туре Джеймс легко обогнал Бэксли. На ноябрьских всеобщих выборах он победил кандидата от республиканцев Гая Ханта.
Во время первого срока Джеймса государство столкнулось со значительными финансовыми трудностями. Джеймс довольно успешно реализовал свой пакет реформ в сфере образования, решил некоторые проблемы переполненности тюрем и укрепил американскую государственную программу медицинской помощи нуждающимся «Medicaid». Джеймс объединил разные государственные учреждения, чтобы сократить государственные расходы. Кроме того, он сократил все государственные расходы на десять процентов, ввел мораторий на прием на работу и уволил значительное количество государственных служащих.
Он также решил сделать упор на финансирование образования учеников от дошкольного возраста и до 12 класса, а не на финансирование колледжей и университетов Алабамы, что является весьма спорным действием. Он также добивался более суровых наказаний для осужденных торговцев наркотиками. При его содействии была выделена значительная сумма на улучшение государственных автомагистралей.
Одним из его величайших достижений была интеграция правительства Алабамы. Во время своего первого срока на посту губернатора он назначил Оскара Адамса на вакантную должность в Верховном суде Алабамы. Это был первый афроамериканец, назначенный на такую должность. Кроме того, он назначил других чернокожих на должности в кабинете министров, в том числе Гэри Купера — директором Департамента пенсионного обеспечения и безопасности.
Во время своего первого срока Джеймс вызвал разногласия, подписав закон, принятый законодательным органом, который позволял учителям выделять одну минуту в начале каждого дня на минутку для «медитации или добровольной молитвы». Закон был объявлен неконституционным в 1985 году.

### Период между сроками
Решение Джеймса не баллотироваться снова на пост губернатора в 1982 году облегчило бывшему губернатору Джорджу Уоллесу возможность вернуться на должность на четвёртый и последний срок. Однако Джеймс начал тосковать за губернаторством. Он баллотировался, но потерпел поражение на праймериз демократов в 1986 и 1990 годах.
Живя наполовину пенсионерской жизнью, он работал со своими сыновьями в нескольких компаниях. Он управлял и частично владел Orange Beach Marina, занимал должность генерального директора компании «Coastal Erosion Control», которая работала над предотвращением прибрежной эрозии; работал генеральным директором Экологической корпорации округа Эскамбия, занимающейся строительством свалок и мусоросжигательных заводов. Весной 1994 года желание Джеймса снова стать губернатором заставило его сменить партию. В последний момент он баллотировался как кандидат от республиканцев. Сначала он победил на первичных и повторных выборах Уинтона Блаунта III из Монтгомери и сенатора штата Энн Бедсол. Бедсол отказалась поддержать Джеймса на всеобщих выборах, но он все же победил действующего губернатора-демократа Джима Фолсома-младшего с небольшим отрывом и выиграл свой второй срок на посту губернатора, на этот раз как республиканец.

### Второй срок
Джеймс руководил как устойчивый консерватор в течение своего второго срока, отражая индивидуалистические убеждения штатов о правах. Джеймс «отделился» от Национальной ассоциации губернаторов и был единственным губернатором штата, который отказался посещать собрания организации.
В 1981 году он разработал «Процесс бюджетной изоляции Алабамы» как надежное средство от многолетнего застоя в законодательстве. Закон все ещё действует в Законодательном собрании.
Как губернатор, Джеймс назначил Обри Миллера, афроамериканца, главой Департамента туризма Алабамы. Он также назначил Бет Чепмэн — это была первая женщина в истории Алабамы, занимавшая должность секретаря по вопросам назначения.

#### Преступление и правосудие
Джеймс занял «жесткую» позицию в отношении преступности и преступников. Он и его тюремный комиссар Рональд Джонс восстановили цепные банды (англ. Chain gang группа заключенных соединённых друг с другом цепями), форму принудительного труда для заключенных Алабамы. Эта практика затронула непропорционально большое количество заключенных афроамериканцев в Алабаме, что явилось результатом дискриминационной системы уголовного правосудия. Темнокожих заключенных даже выставляли на обозрение белым туристам. Практика дегуманизации продолжалась даже после того, как один из заключенных афроамериканцев был убит офицером после драки с другим заключенным на рабочем месте цепной банды. Комиссар предложил распространить цепные банды на женщин-заключенных, но губернатор не дал на это согласия. Конец цепных банд был положен Джеймсом в июне 1996 года из-за иска, поданного коалицией общественных правозащитных групп. Что касается вопросов преступности, Джеймс назвал одним из своих «главных достижений» пересмотр Уголовного кодекса Алабамы, который сделал его одним из самых жестких в США.
Во время своего второго срока Джеймс, твердо поддерживавший смертную казнь, провел семь казней на электрическом стуле (Алабама возобновила казни в 1983 году.) Однако он заменил смертный приговор Джудит Энн Нилли пожизненным заключением (она была приговорена к смертной казни вместе со своим мужем за похищение и убийство). По состоянию на 2008 год это остается единственным изменением смертного приговора губернатором штата Алабама после принятия решения Верховного суда США, установившим фактический мораторий на смертную казнь на всей территории Соединённых Штатов. Джеймс объяснил, что, по его мнению, казнь Нилли была бы несправедливой.
Джеймс помог организовать оплаченное штатом Алабама добровольное возвращение в США Лестера Коулмана, бывшего журналиста, обвиняемого федеральным правительством в лжесвидетельстве и проживавшего в Европе. По словам Реддинга Питта, федерального прокурора из Монтгомери, штат Алабама, Коулман обратися Джеймсу за помощью в его деле. Коулман продвигал альтернативные теории относительно взрыва Boeing 747 над Локерби.

#### Образование
Законодательный орган Алабамы присоединился к Джеймсу в принятии пакета реформ в сфере образования, известного как Закон об образовательном фонде Джеймса. Этот закон требовал от местных школьных систем, ещё не находившихся на минимальном уровне поддержки, повысить местные налоги на недвижимость до 10 миллионов. Это также увеличило количество кредитных часов по учебным предметам, которые студенты должны были иметь, чтобы закончить обучение. Этот закон предоставил полномочия государственному инспектору образования взять под контроль школы, получившие низкие баллы на национальных тестах. Отдавая приоритет образованию учеников от дошкольного возраста и до 12 класса, Джеймс перевел финансирование из колледжей и университетов штата на школы; такие действия обострили отношения между высшим образованием и губернатором.
Джеймс отказался принимать федеральные деньги от программы «Цели 2000» Министерства образования США, поскольку считал, что это приведет к усилению федерального участия и контроля над школами штата. Когда министр образования Ричард Райли пообещал, что Министерство образования не будет вмешиваться в использование средств, Совет по образованию штата Алабама проигнорировал протесты губернатора и проголосовал за принятие финансирования. Они использовали его для покупки компьютеров в школьные классы.

#### Споры о религии
Джеймса часто критиковали за то, что он слишком много выражал свои религиозные убеждения во время своего правления. На заседании Совета по образованию штата Алабама в 1995 году Джеймс раскритиковал преподавание эволюции в учебниках, имитируя «сутулую обезьяну, превращающуюся в стоящего человека». Он поддержал принятие предупредительной наклейки для учебника, на которой, среди прочего, говорилось, что «Никто не присутствовал при первом появлении жизни на Земле. Поэтому любое утверждение о происхождении жизни следует рассматривать как теорию, а не как факт».
Самой разрекламированной религиозной битвой Джеймса была длительная полемика вокруг того, что судья округа Этова Рой С. Мур разместил Десять заповедей в зале суда и совершал ежедневную христианскую молитву перед слушанием дела. Американский союз защиты гражданских свобод (ACLU) подал иск, о прекращении такой практики как неконституционной. Судья окружного суда США Айра Демент, назначенная президентом Джорджем Бушем-старшим, вынесла решение в его пользу, приказав снять табличку с заповедями и прекратить молитвы, поскольку они нарушили гарантию Первой поправки о разделении церкви и государства. Судья Мур обжаловал это решение, и Джеймс поддержал его позицию. В течение короткого периода он угрожал мобилизовать Национальную гвардию Алабамы и при необходимости применить силу, чтобы предотвратить снятие таблички с Десятью заповедями из зала суда.
В октябре 1997 года судья Демент издал ещё один радикальный приказ, запрещающий некоторые религиозные обряды в государственных школах округа Де-Калб, что также вызвало споры. Джеймс устно атаковал приказ Демента как очередное незаконное вторжение федеральных судов в местные дела. Распоряжение судьи было частично упразднено вскоре после того, как Джеймс покинул пост, разрешив студентам по собственному выбору проводить религиозные собрания на территории школы.

### Кампания на третий срок
В своей кампании по переизбранию на третий срок Джеймс столкнулся с сильной оппозицией на праймериз Республиканской партии со стороны Уинтона Блаунта III, такого же консерватора и бизнесмена-миллионера, которого Джеймс, как было задокументировано, называл «жирной обезьяной». Джеймс прошел тяжелый второй тур республиканских первоначальных выборов и победил Блаунта, но у него осталось мало денег для финансирования всеобщей избирательной кампании. Действующий вице-губернатор Дон Сигельман легко выиграл праймериз Демократической партии акцентируя внимание только на создании государственной лотереи для получения стипендий в колледже. Джеймс выступал против лотереи и потерпел поражение от Сигельмана на всеобщих выборах 1998 года. Он вернулся к жизни вне политики, сказав, что хочет больше времени проводить со своими детьми и внуками.

## Личная жизнь и семья
У Джеймса 10 внуков, он живёт в Майами, Флорида.